# Raión de Kalach del Don
El raión de Kalach del Don (ruso: Калачёвский райо́н) es un distrito administrativo y municipal (raión) ruso perteneciente a la óblast de Volgogrado. Se ubica en el sur de la óblast. Su capital es Kalach del Don.
En 2021, el raión tenía una población de 52 029 habitantes.
El raión se ubica al oeste de la capital regional Volgogrado. En el territorio de este distrito, el río Don conecta sus aguas con el canal Volga-Don, y comienza a embalsarse en el embalse de Tsimliansk.

## Subdivisiones
Comprende la ciudad de Kalach del Don (la capital) y 46 localidades rurales. De estas últimas, una es una pedanía del ayuntamiento urbano de la capital distrital y las restantes 45 se agrupan en los siguientes doce asentamientos rurales:
- Bereslavka
- Buzinovka
- Golubínskaya
- Zariá
- Ilyovka
- Krepinski
- Logovski
- Liapichev
- Marínovka
- Primorski
- Piatiizbianski
- "Sovétskoye" (con capital en Volgodonskói)